# Irland ved sommer-OL 2016
Irland deltog under Sommer-OL 2016 i Rio de Janeiro som blev arrangeret i perioden 5. august til 21. august 2012. 

## Medaljer
| 2016 Rio de Janeiro | Guld | Sølv | Bronze | Total |
| Irland              | 0    | 2    | 0      | 2     |

### Medaljevinderne
| Irland under sommer-OL 2016 i Rio de Janeiro | Irland under sommer-OL 2016 i Rio de Janeiro | Irland under sommer-OL 2016 i Rio de Janeiro | Irland under sommer-OL 2016 i Rio de Janeiro | Irland under sommer-OL 2016 i Rio de Janeiro |
| Medalje                                      | Navn                                         | Sport                                        | Event                                        | Dato                                         |
| -------------------------------------------- | -------------------------------------------- | -------------------------------------------- | -------------------------------------------- | -------------------------------------------- |
| Sølv                                         | Gary O'Donovan Paul O'Donovan                | Roning                                       | Letvægtsdobbeltsculler                       | 12. august                                   |
| Sølv                                         | Annalise Murphy                              | Sejlsport                                    | Kvindernes Laser Radial                      | 16. august                                   |

## Svømning

### Resultater
| Dato      | Disciplin   | H/D    | Udøver         | Indledende heat | Indledende heat | Semifinale          | Semifinale          | Finale              | Finale              |
| Dato      | Disciplin   | H/D    | Udøver         | Tid             | Placering       | Tid                 | Placering           | Tid                 | Placering           |
| --------- | ----------- | ------ | -------------- | --------------- | --------------- | ------------------- | ------------------- | ------------------- | ------------------- |
| 6. august | 100 m bryst | Herrer | Nicholas Quinn | 1:01,29         | 33              | ude af konkurrencen | ude af konkurrencen | ude af konkurrencen | ude af konkurrencen |